# ArmaLite AR-50
ArmaLite AR-50 je jednoranná antimateriální odstřelovací velkorážní puška ráže .50 BMG. Je vyráběna společností ArmaLite.

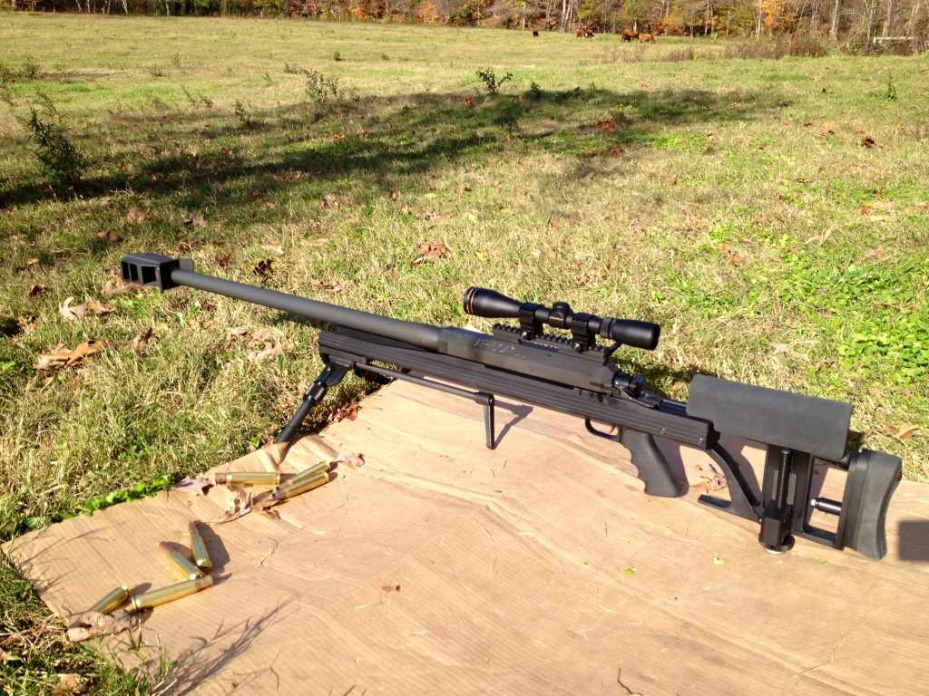
AR50 vystavený venku

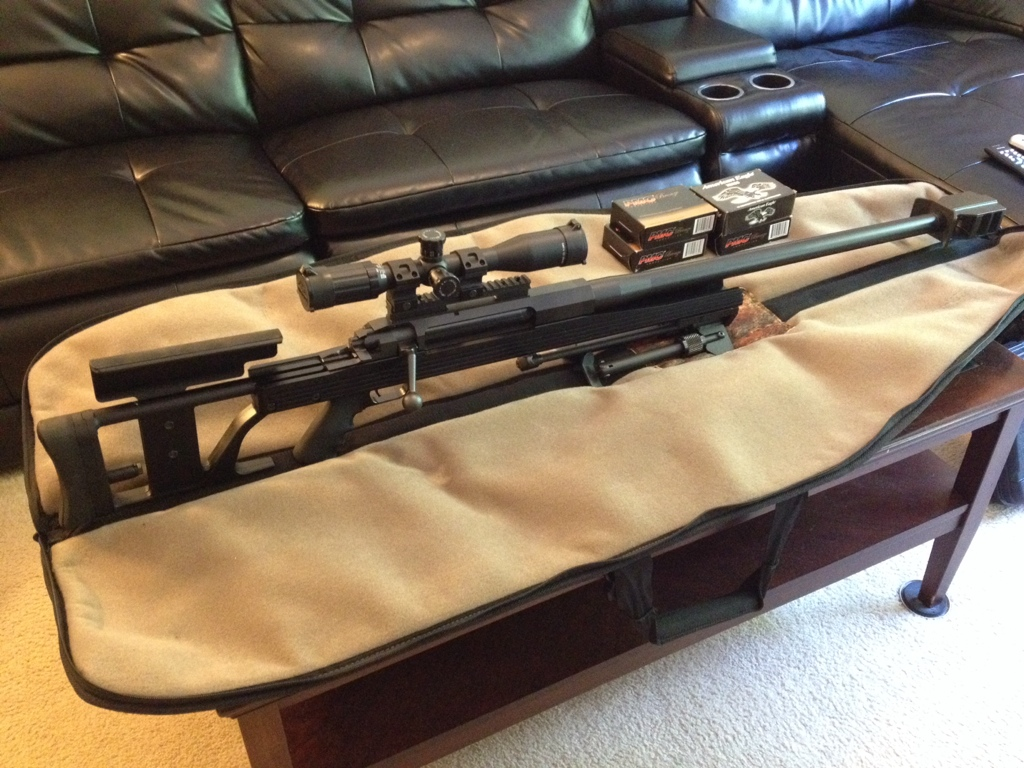
AR50A1B s příslušenstvím

## Design
Puška AR-50 je jednoranná puška s odsuvným válcovým závěrem, která využívá svou hmotnost přibližně 15 kg a velkou tříkomorovou úsťovou brzdu ke snížení zpětného rázu. Její hlaveň je silná a tuhá, aby se neprohýbala. Všechny hlavně AR-50 používají pravotočivé drážkování 1:15.
Pouzdro závěru má osmiúhelníkovou konstrukci Armalite, která jej zpevňuje proti ohýbání. Pouzdro je uloženo v pažbě ve tvaru V, zatímco hlaveň je volně uložena nad předpažbím. Třídílná pažba AR-50 je vyrobena z hliníku. Je vybavena lisovaným předpažbím a skeletovou pažbou s odnímatelnou a vertikálně nastavitelnou patkou.
Společnost ArmaLite tuto pušku modernizovala na model AR50-A1B, který se vyznačoval hladším chodem závěru a zesílenou úsťovou brzdou. Novější páku závěru bylo možné stisknout rukou a uvolnit tak závěr. Model AR50-A1B byl určen pro střelbu na velké vzdálenosti, především nábojem .50 BMG.
ArmaLite vyrábí pušku v několika konfiguracích:
- AR-50A1 s komorou pro standardní náboj .50 BMG
- AR-50A1L, komorovaná pro standardní .50 BMG, levoruká verze
- AR-50-A1BNM, komorovaná pro standardní .50 BMG, s vylepšeními pro použití střeliva soutěžní kvality
- AR-50-A1B-416, komorovaná pro náboj .416 Barrett